# Darja Klimina
Darja Sergejewna Klimina. geb. Ussanowa (russisch Дарья Сергеевна Климина (Усанова), englisch Darya Klimina (Usanova); * 6. September 1989 in Pawlodar, Kasachische SSR, UdSSR) ist eine kasachische Biathletin.

## Karriere
Darja Ussanowa gab ihr internationales Debüt im Rahmen der Juniorenrennen bei den Sommerbiathlon-Weltmeisterschaften 2009 in Oberhof und belegte dort bei den Crosslauf-Rennen die Ränge 15 im Sprint und 14 in der Verfolgung, Auf Skirollern wurde sie 28. des Sprints und erreichte als überrundete Läuferin im Verfolger das Ziel nicht. Es folgten die Biathlon-Juniorenweltmeisterschaften 2010 in Torsby, bei denen die Kasachin 50. des Einzels, 28. des Sprints, 29. der Verfolgung und Elfte mit der kasachischen Staffel wurde. Bei den Frauenrennen startete Ussanowa erstmals im Rahmen des Saisonauftakts IBU-Cups 2011/12 in Idre. Schon bei ihrem ersten Sprint gewann sie als 27. erste Punkte und qualifizierte sich mit dieser Leistung für den Weltcupauftakt eine Woche später in Östersund. Dort wurde sie in ihrem ersten Rennen, einem Einzel, 56., im Sprint zwei Tage danach gewann sie als 35. erste Weltcuppunkte.
Seit 2017 ist sie verheiratet und heißt jetzt Klimina.

## Statistiken

### Biathlon-Weltcup-Platzierungen
Die Tabelle zeigt alle Platzierungen (je nach Austragungsjahr einschließlich Olympische Spiele und Weltmeisterschaften).
- 1.–3. Platz: Anzahl der Podiumsplatzierungen
- Top 10: Anzahl der Platzierungen unter den ersten zehn (einschließlich Podium)
- Punkteränge: Anzahl der Platzierungen innerhalb der Punkteränge (einschließlich Podium und Top 10)
- Starts: Anzahl gelaufener Rennen in der jeweiligen Disziplin
- Staffel: inklusive Mixed- und Single-Mixed-Staffeln

| Platzierung               | Einzel | Sprint | Verfolgung | Massenstart | Staffel | Gesamt |
| ------------------------- | ------ | ------ | ---------- | ----------- | ------- | ------ |
| 1. Platz                  |        |        |            |             |         |        |
| 2. Platz                  |        |        |            |             |         |        |
| 3. Platz                  |        |        |            |             |         |        |
| Top 10                    |        |        |            |             | 3       | 3      |
| Punkteränge               | 3      | 13     | 10         | 1           | 43      | 70     |
| Starts                    | 17     | 63     | 21         | 1           | 44      | 146    |
| Stand: Saisonende 2021/22 |        |        |            |             |         |        |

### Olympische Winterspiele
Ergebnisse bei Olympischen Winterspielen:
|                                             | Einzelwettbewerbe | Einzelwettbewerbe | Einzelwettbewerbe | Einzelwettbewerbe | Staffelwettbewerbe | Staffelwettbewerbe |
| Sprint                                      | Verfolgung        | Einzel            | Massenstart       | Herrenstaffel     | Mixedstaffel       |                    |
| ------------------------------------------- | ----------------- | ----------------- | ----------------- | ----------------- | ------------------ | ------------------ |
| Olympische Winterspiele 2014 \| Sotschi     | 58.               | 41.               | 40.               | –                 | 12.                | 14.                |
| Olympische Winterspiele 2018 \| Pyeongchang | 58.               | 57.               | 51.               | –                 | 14.                | –                  |